# Miňovce
Miňovce jsou obec na Slovensku v okrese Stropkov. Žije zde 339 obyvatel.

## Poloha
Obec se nachází v jižní části Nízkých Beskyd v Ondavské vrchovině, v údolí řeky Ondavy. Nadmořská výška je kolem 175 metrů. Na území o rozloze 600 hektarů se ve východní části rozkládají souvislé lesní porosty buků a dubů.

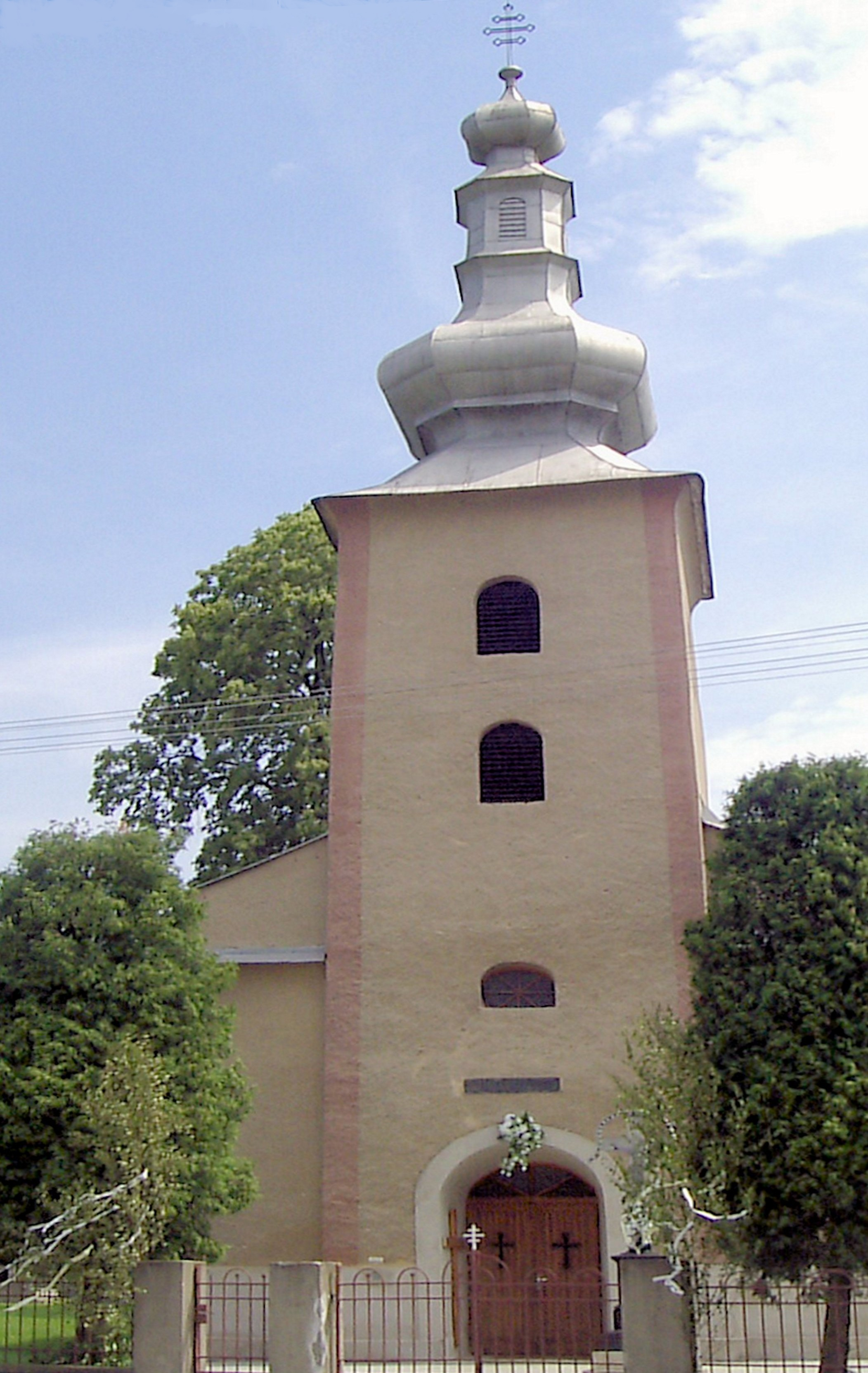
Řeckokatolický kostel

## Historie
První písemná zmínka o obci pochází v listině z roku 1430, kdy se šlechtici z Perína dohodli o dělení panství Stropkov. Založení obce spadá do let 1410 až 1430. Název obce pochází od jména zakladatele fojta Miňa a po zlidovění vznikl název Miňovec nebo Miňovce, ze kterého je odvozen maďarský název Miňoviec. Zakladateli byli valašsko-rusínští usedlíci. V období 15. až 17. století obec patřila k stropkovickému panství. V roce 1787 bylo v obci 25 domů, ve kterých žilo 162 obyvatel, v roce 1828 jedenatřicet domů a 229 obyvatel a v roce 1910 zde žilo 230 obyvatel.
Hlavní obživou bylo zemědělství, chov dobytka a dřevorubectví.

## Památky
- Řeckokatolický chrám Zesnutí Svaté Bohorodičky z let 1836–1837, národní kulturní památka Slovenska.[4] Farní kostel spravuje Řeckokatolická farnost Miňovce děkanát Stropkov prešovské archeparchie.[5]